# Gehorsamspflicht
Die Gehorsamspflicht (auch Folgepflicht genannt) beschreibt die Pflicht eines Amtsträgers, ferner eines oder einer Strafgefangenen sowie sonst der Freiheitsentziehung unterworfenen Person zum Gehorsam gegenüber einer ihr gegenüber mit hoheitlicher Befehlsgewalt, Weisungsbefugnis oder sonstigem Recht zur Instruierung ausgestatteten Person.

## Dienstverhältnisse
Die Gehorsamspflicht obliegt allen Bediensteten, die sich in einem öffentlich-rechtlichen Unterstellungsverhältnis befinden. Das heißt, dass sie Anweisungen, Befehle o. ä. ausführen müssen. Der einzige Fall, in denen der Gehorsam verweigert werden kann, ist die Einschätzung des Befehlsempfängers, dass durch die Anordnung eine Straftat begangen würde.
Für Bundesbeamte ist die Folgepflicht in § 62 Bundesbeamtengesetz (BBG) geregelt. Beamte und Richter unterliegen allerdings auch der Remonstrationspflicht, d. h., sie müssen Bedenken gegen die Rechtmäßigkeit einer dienstlichen Anordnung anmelden. Die Anordnung ist jedoch dennoch auszuführen. Dies gilt nicht, wenn das aufgetragene Verhalten die Würde des Menschen verletzt oder strafbar oder ordnungswidrig ist und die Strafbarkeit oder Ordnungswidrigkeit für die Beamten erkennbar ist (§ 63 BBG).
Verweigert ein Bediensteter den Gehorsam, so kann gegen ihn ein Disziplinarverfahren betrieben werden. Besonders Soldaten müssen gehorsam sein, da sie sonst eine Wehrstraftat begehen. Die Gehorsamspflicht (§ 11 Abs. 1 SG) ist nicht auf rechtmäßige Befehle beschränkt. Auch rechtswidrige Befehle sind grundsätzlich zu befolgen. Erst wenn durch die Ausführung des Befehls eine Straftat begangen würde, darf der Befehl nicht befolgt werden (§ 11 Abs. 2 SG). Befolgt der Untergebene den Befehl trotzdem, hat er entsprechende strafrechtliche Konsequenzen zu fürchten. Voraussetzung ist jedoch, dass er erkennt oder dass es nach den ihm bekannten Umständen offensichtlich ist, dass er eine Straftat begeht (§ 11 Abs. 2 Satz 2 SG).
Verstöße gegen die Gehorsamspflicht sind zudem ein Bruch des Dienst- und Treueverhältnisses gegenüber dem Dienstherrn (vgl. Amtseid und Gelöbnis).

## Strafvollzug
Eine unbedingte Pflicht zu Folgeleistung bzw. Gehorsam besteht grundsätzlich im Strafvollzug für Gefangene gegenüber Justizvollzugsbeamten.
Ein grundsätzlicher Beurteilungsspielraum gegenüber erhaltenen Weisungen besteht für Strafgefangene im Gegensatz zu öffentlich-rechtlichen Bediensteten (s. o.) nicht. In Deutschland ist dies z. B. in § 82 Strafvollzugsgesetz (StVollzG) geregelt (Wortlaut: Der Gefangene hat die Anordnungen der Vollzugsbediensteten zu befolgen, auch wenn er sich durch sie beschwert fühlt. Einen ihm zugewiesenen Bereich darf er nicht ohne Erlaubnis verlassen.).
Eine dahingehende Verfehlung stellt außer im Falle der Gefangenenmeuterei für sich genommen zwar keine Straftat dar, hat jedoch regelmäßig vollzugsinterne Sanktionen zur Folge. Im deutschen Strafvollzugsgesetz sind als grundsätzliche Maßnahmen bei Ungehorsam u. a. Fesselung, unmittelbarer Zwang, Disziplinarmaßnahmen aber auch Einzelhaft vorgesehen, wobei das Verhältnismäßigkeitsprinzip zu beachten ist. In anderen Staaten existieren jeweils ähnlich gelagerte Vorschriften und Ermächtigungen.
In früheren Zeiten war die Gehorsamspflicht Teil der Konstellation des besonderen Gewaltverhältnisses, in welchem die inhaftierte Person ihrer Grundrechte gegenüber den zuständigen staatlichen Einrichtungen, somit hier den Justizvollzugsanstalten enthoben war. In heutiger Zeit wird dieser Umstand mit dem Begriff Sonderrechtsverhältnis beschrieben in der Feststellung, dass zunächst allen Menschen die Grundrechte zustehen, jedoch unter besonderen Bedingungen eingeschränkt werden können (vergleiche Entscheidung des Bundesverfassungsgerichts von 1972, BVerfGE 33, 1), wie dies im Rahmen des Strafvollzuges der Fall ist. Die unbedingte Gehorsamspflicht besteht auch nach dem Grundsatzurteil unverändert fort, die Vollzugsbediensteten haben jedoch nunmehr die Pflicht, bei ihren Weisungen die Grundrechte der Gefangenen zu wahren und somit die Grundsätze der Verhältnismäßigkeit zu beachten.